# Romance Papyrus

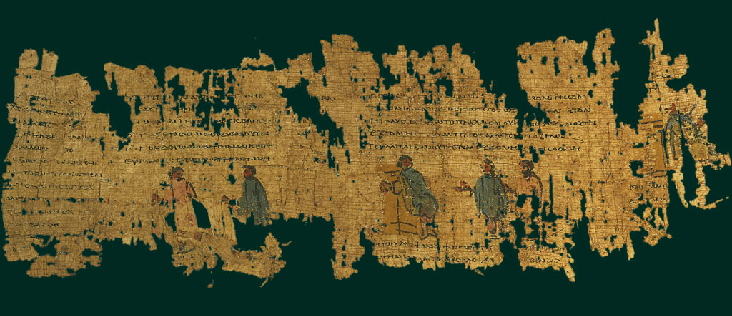
Il papiro greco 1294 della Biblioteca nazionale di Francia.

Romance Papyrus (più raramente chiamato Alexander Papyrus) è la denominazione con cui viene solitamente indicato un frammento (34 x 11,5 cm) di rotolo di papiro illustrato proveniente da Alessandria d'Egitto e conservato alla Biblioteca nazionale di Francia di Parigi, nel Département des Manuscrits, Division occidentale. Anche la sua collocazione bibliotecaria, Supplément grec 1294, è spesso assunta come titolo identificativo. È stato acquisito dalla Bibliothèque nationale nel 1900.
Il Romance Papyrus ("papiro del romanzo") deve il proprio nome al fatto di riportare un romanzo greco del I o II secolo non ancora identificato. Rara testimonianza di una sezione lunga di papiro letterario illustrato, contiene i resti di tre colonne di scrittura, ciascuna ornata da una miniatura collocata nella posizione che corrisponde meglio al testo, e quindi ad altezze diverse.
Le tre illustrazioni raffigurano uomini e donne in abiti azzurrognoli e rosati: nella prima, due persone (forse un soldato e una donna anziana) in tunica con clavi sembrano aver appena terminato una discussione e la donna pare volersi allontanare; nella seconda scena, due persone in piedi (forse le stesse della prima) parlano con un uomo seduto in trono e abbigliato con una clamide che lo caratterizza come persona di rango elevato (forse un re o un giudice che dirime la questione sorta fra gli altri due); la terza immagine è incompleta ed è possibile intravvedervi solo una persona seduta (probabilmente la stessa della seconda scena).
Al di là della bassa qualità delle immagini (le figure appaiono stereotipate e disegnate in modo sommario, con grosse linee di contorno a delimitare le campiture di colore), esse tuttavia indicano l'esistenza se non la prassi di un genere iconografico caratterizzato da una fitta concatenazione di scene diverse per illustrare un singolo episodio, fornendo così al lettore la possibilità di seguire il procedere degli eventi narrati tanto nelle figure come nel testo.